# AVRO

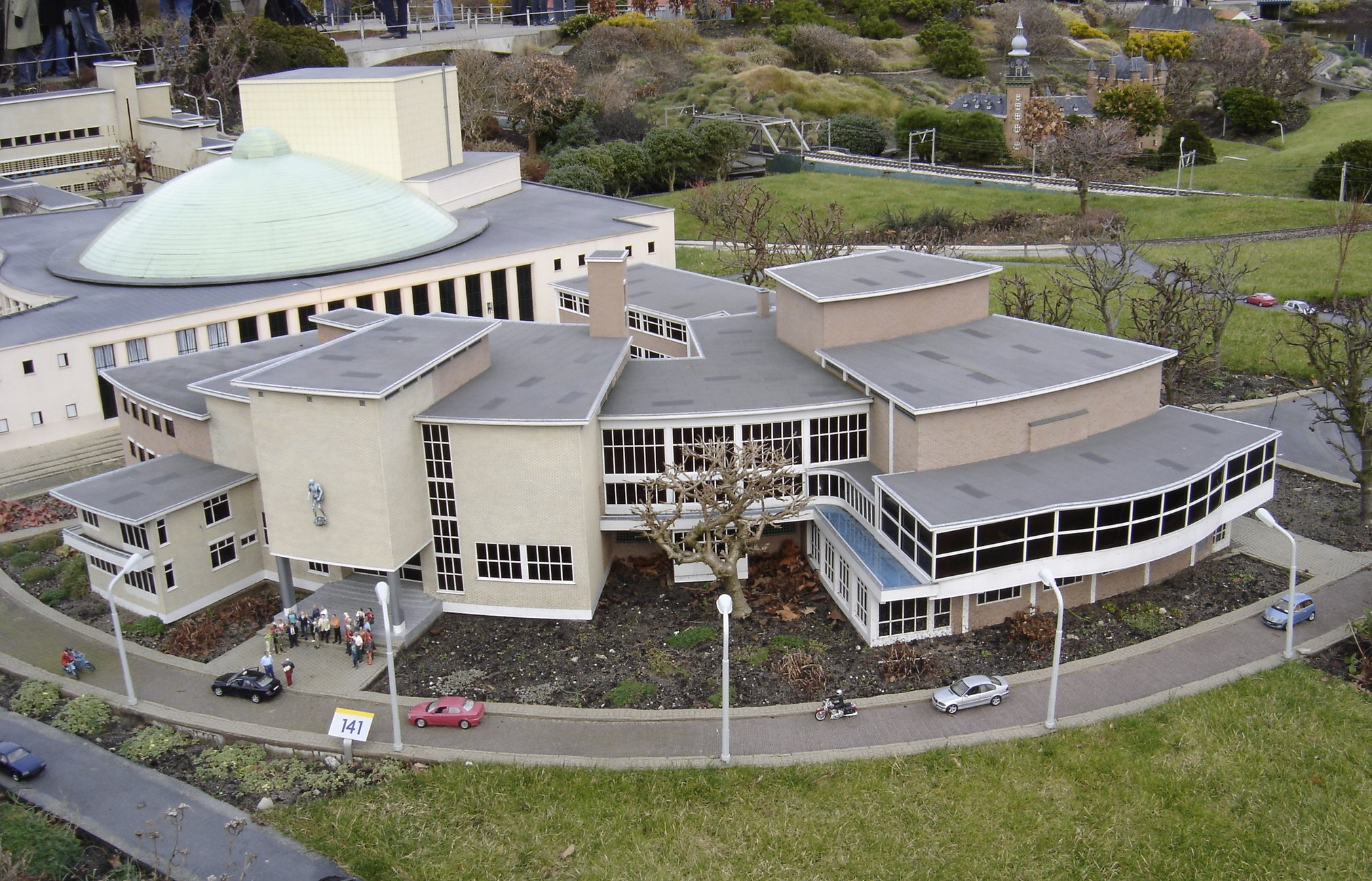
Студія АВРО в Гілверсумі

Algemeen Vereniging Radio Omroep (нід. Загальне об’єднання радіомовлення, AVRO) — колишня нідерландська радіотелемовна компанія. Заснована 1927 року, вона традиційно належала до незалежних ліберальних ЗМІ, не пов'язаних із політичними чи релігійними колами. 2014 року об'єдналася з компанією TROS під назвою AVROTROS.
Видавала тематичні журнали: Televizier, TV Film, а також Avrobode. Компанія проводила щорічні гала-церемонії (Gouden Televizier-Ring і Gouden RadioRing) для визначення найкращих у сфері телебачення та радіо. Тепер ці заходи проводить АВРОТРОС.
1938 року компанія виступила спонсором міжнародного шахового турніру в Голландії, який уважають одним із найсильніших в історії шахів.